# Поточе
Поточе (болг. Поточе) — село в Болгарии. Находится в Кырджалийской области, входит в общину Джебел. Население составляет 17 человек.

## Политическая ситуация
В местном кметстве Поточе, в состав которого входит Поточе, должность кмета (старосты) исполняет Халил Халилибрахим Юзеир (Движение за права и свободы (ДПС)) по результатам выборов правления кметства.
Кмет (мэр) общины Джебел — Бахри Реджеб Юмер (Движение за права и свободы (ДПС)) по результатам выборов в правление общины.